# Contos dos Orixás
Contos dos Orixás é uma série de quadrinhos criada por Hugo Canuto, iniciada com um romance gráfico lançado em 2019 pela editora Ébórá Comics Group.

## Histórico
Em 2015, Hugo Canuto lançou de forma independente, no Festival Internacional de Quadrinhos de Belo Horizonte, a HQ A Canção de Mayrube – O Início, inspirada nas mitologias dos Povos da América,  no ano seguinte, publicou em suas redes sociais uma ilustração em que recriava uma capa clássica feita por Jack Kirby para o gibi Os Vingadores, substituindo os heróis da Marvel por orixás, divindades de religiões afro-brasileiras: Thor, Capitão América e Homem de Ferro, por exemplo, foram substituídos respectivamente por Xangô, Ogum e Oxaguiã. A ilustração, que emulava o estilo de desenho de Kirby, teve grande repercussão, estimulando Canuto a fazer novas ilustrações que recriavam capas clássicas de Kirby.
A cada nova ilustração, aumentava a divulgação nas redes sociais e o interesse de diversas pessoas no Brasil e no exterior. Canuto começou a aceitar encomendas de pôsteres de suas ilustrações, esgotando a primeira tiragem de 100 exemplares em duas semanas. A arrecadação foi doada para o Ilê Aiyê, mais antigo bloco afro do carnaval de Salvador e que mantém um grupo cultural de luta pela valorização e inclusão da população afrodescendente.
Ainda em 2016, Canuto resolveu transformar as ilustrações em um projeto de quadrinhos intitulado inicialmente Contos de Òrun Àiyè, no qual pretendia utilizar o estilo gráfico das HQs clássicas de super-heróis (especialmente as de Jack Kirby e John Buscema) para contar uma história ambientada no passado mítico, em que o céu (Òrun) e a terra (Àiye) eram um só. O projeto foi publicado na plataforma de financiamento coletivo Catarse, alcançando a meta de R$ 12 mil nas primeiras semanas e encerrando o período de arrecadação com R$ 40 mil.
O livro seria originalmente lançado em 2017, com arte-final de Marcelo Kina, cores de Pedro Minho e consultoria da professora Miriã Fonseca. Porém, Canuto sentiu a necessidade de aumentar o tamanho da obra (que originalmente teria 60 páginas e acabou sendo publicado com 120) e aprofundar sua pesquisa, precisando de mais tempo de elaboração.
Durante os dois anos e meio de produção da HQ, Canuto trabalhou ao lado de sacerdotes, acadêmicos e autores relacionados ao universo das religiões afro-brasileiras. Ele também fez cursos da língua e cultura iorubá, e usou como referência principalmente obras de Pierre Verger, Edison Carneiro e Lydia Cabrera. Tudo isso, tendo como principal objetivo não fazer um quadrinho com foco especificamente em uma religião específica, como candomblé, umbanda, santeria ou ifá, mas, sim, trabalhar com os mitos e histórias dos orixás dentro da cultura iorubá. Parte dos estudos e histórias coletadas durante a pesquisa foram publicados como material extra no livro, que também traz anotações sobre penteados, arquitetura e indumentária.
O livro, já "rebatizado" de Contos dos Orixás, foi novamente alvo de uma campanha de financiamento coletivo no Catarse, complementar à anterior, dessa vez alcançando mais de R$ 150 mil. Ainda houve um lançamento em pré-venda durante a CCXP de 2016. As duas primeiras tiragens tiveram cerca de 4 mil exemplares, algo incomum para uma publicação independente no Brasil. O lançamento oficial ocorreu em janeiro de 2019 em Salvador.
Em 2020, Contos dos Orixás foi finalista do Prêmio Jabuti de Prêmio Jabuti - Histórias em Quadrinhos. No ano seguinte, ganhou o Prêmio Angelo Agostini de melhor lançamento. Além disso, uma das ilustrações que deu origem ao livro ("The Mighty Xangô") apareceu como parte do cenário em uma cena do filme Space Jam: Um Novo Legado.
Em janeiro de 2022, Hugo Canuto iniciou a campanha de Contos dos Orixás 02 - O Rei do Fogo, primeira parte de uma trilogia, com eventos ambientados anos antes dos mostrados no primeiro volume, o segundo volume tem lançamento previsto para julho do mesmo ano. Em dezembro de 2022, a editora Trem Fantasma reeditou o primeiro álbum.
Em março de 2023, Hugo Canuto anunciou publicação nos Estados Unidos, o romance gráfico será publicado pela editora Abrams Books, com o título Tales of the Orishas.